# Hartmut Sperlich
Hartmut Sperlich (* 10. November 1950) ist ein ehemaliger deutscher Fußballspieler. In den 1970er Jahren spielte er für die SG Dynamo Schwerin in der zweitklassigen DDR-Liga.

## Sportliche Laufbahn
Bis 1972 spielte Hartmut Sperlich Fußball bei der landwirtschaftlichen Betriebssportgemeinschaft (BSG) Traktor in Putlitz, zuletzt in der viertklassigen Bezirksklasse Potsdam. Von der Saison 1972/73 an gehörte er dem Kader der Polizeisportgemeinschaft SG Dynamo Schwerin an. In seinen ersten beiden Spielzeiten gehörte Sperlich nicht zum Spielerstamm und kam nur zu zehn bzw. neun Ligaeinsätzen. Bei diesen Spielen wurde er in der Regel in der Abwehr eingesetzt. Der Durchbruch gelang ihm in der Saison 1974/75, als er alle 22 Ligaspiele bestritt und der SG Dynamo zum Staffelsieg verhalf. In der anschließenden Oberliga-Aufstiegsrunde kam Sperlich ebenfalls in alle acht Spielen zum Einsatz, als Vierter unter fünf Bewerbern verpassten die Schweriner jedoch den Aufstieg. In den folgenden beiden Spielzeiten war Sperlich nicht voll einsatzfähig. 1975/76 gelang ihm zwar sein einziges Tor in der DDR-Liga, spielte dort aber nur in 13 Begegnungen der Hinrunde. 1976/77 wurde er nur in fünf Ligaspielen zwischen dem 13. und 17. Spieltag aufgeboten. Es schlossen sich zwei Spielzeiten an, in denen Sperlich wieder zum Stammpersonal gehörte, lediglich 1978/79 verpasste er ein Punktspiel. In dieser Saison wurde er von Trainer Löhle entgegen der bisherigen Übung in vier Ligaspielen im Angriff eingesetzt. 1979/80 neigte sich Sperlichs Laufbahn dem Ende zu, erst gegen Ende der Hinrunde kam er in sechs Spielen der DDR-Liga zum Einsatz. 
Für die Saison 1980/81 wurde Sperlich noch für den DDR-Liga-Kader gemeldet, kam in der Liga aber nicht mehr zum Einsatz. Ein Jahr später wurde sein Laufbahnende offiziell bekannt gegeben. In seinen acht DDR-Liga-Spielzeiten, in denen er ausschließlich für Dynamo Schwerin spielte, war er in der Regel als Abwehrspieler in 108 Ligaspielen eingesetzt worden und wirkte in acht Oberliga-Aufstiegsspielen mit. Später war er für die 2. Mannschaft als Übungsleiter tätig. 